# Cornelius Gurlitt (collectionneur)
Pour les articles homonymes, voir Cornelius Gurlitt et Gurlitt.
Cornelius Gurlitt, né le 28 décembre 1932 à Hambourg et mort le 6 mai 2014 à Munich, est un collectionneur d’art germano-autrichien chez qui ont été découverts, en 2012 dans un premier appartement, puis en 2014 dans une maison, plus de 1 500 tableaux de maître, hérités de son père, le marchand d'art Hildebrand Gurlitt, et qui étaient considérés comme perdus. Une partie significative de cette collection, parfois surnommée « trésor de Gurlitt », proviendrait de spoliations d'œuvres d’art sous le Troisième Reich.

## Biographie

### Famille
Rolf Nikolaus Cornelius Gurlitt est le fils du marchand d'art Hildebrand Gurlitt, et l'arrière-petit-neveu du compositeur Cornelius Gurlitt. Sa mère Hélène Hanke (1895-1967) était danseuse et l'une des premières étudiantes de Mary Wigman. Elle était connue sous son nom de scène « Bambula ». Son arrière-grand-père était le peintre paysagiste Louis Gurlitt et son oncle, le musicologue Wilibald Gurlitt. Son arrière-grand-tante était l'écrivaine d'origine juive Fanny Lewald. Il grandit dans le quartier de la gare Dammtor de Hambourg avec sa sœur Nicoline Benita Renate (1935-2012). Au cours de la Seconde Guerre mondiale, sa famille emménage à Dresde. De 1946 à 1948, il vit dans le sud du Land de Hesse.

### Formation
Après avoir quitté l'école, il étudie l'histoire de l'art à l'université de Cologne, puis il arrête ses études. Il suit ultérieurement une formation en restauration de tableaux.

### Carrière et affaire
Depuis 1960, il était propriétaire d'une petite maison à Salzbourg. Dans une lettre écrite en 1962, sa sœur Benita Gurlitt mentionne à son propos qu'il vit « comme un peintre totalement reclus, solitaire, retiré et très heureux à Salzbourg. » Gurlitt possédait la double nationalité allemande et autrichienne.
En septembre 2010, Gurlitt est contrôlé par des douaniers allemands dans un train en provenance de la Suisse. Ils saisissent sur lui 9 000 euros en billets et soupçonnent une banale fraude fiscale. Ils identifient un appartement qu'il loue à Munich et s'y rendent en février 2012. Ils y découvrent des cartons de boîtes de conserves, périmées, dissimulant des tableaux, 1 406 tableaux et dessins entassés là, en assez bon état. Des œuvres d'Auguste Renoir, d'Henri Matisse, de Pablo Picasso, de Marc Chagall, de Paul Klee, d'Oskar Kokoschka, de Max Beckmann, etc.,. Entretemps, en novembre 2011, la maison Lempertz, de vente aux enchères, à Cologne, met en vente une peinture expressionniste de Max Beckmann, Le Dompteur, détenue par Gurlitt. L'avocat représentant les héritiers du marchand d'art Alfred Flechtheim contacte Lempertz. Flechtheim était le galeriste de Beckmann dans les années 1920 et le tableau est entré en possession du père de Cornelius Gurlitt en 1934. En tant que juif, Flechtheim a dû fuir les nazis en 1933, et s'exiler à Paris, puis à Londres. « Sur le dos de la peinture, figure une marque tamponnée de Gurlitt avec une adresse à Düsseldorf. » Les différentes parties parviennent à un accord. Le vendeur Cornelius Gurlitt reçoit environ 60 % des recettes, et les héritiers Flechtheim environ 40 %. Le tableau est vendu 725 000 €.
La justice allemande soupçonne que les tableaux trouvés à Munich proviennent de la spoliation d'œuvres d’art sous le troisième Reich et des relations du père de Cornelius Gurlitt, Hildebrand Gurlitt, avec les nazis, qui lui auraient permis d'acquérir à bon prix des tableaux appartenant à des familles juives aux abois et de troquer des œuvres d'art dégénéré contre d'autres intéressant davantage les dignitaires nazis. Cornelius Gurlitt défend une tout autre vision du rôle de son père, celle d'un passionné de l'art qui a négocié avec les nazis uniquement pour sauver des tableaux de la destruction ou des mains des troupes russes,.
Dans les faits, les relations entre le père de Cornelius Gurlitt et le peintre Max Beckmann illustrent les différentes facettes du rôle de Hildebrand Gurlitt dans les années 1930. En avril 1930, Gurlitt se voit contraint d'abandonner un poste de directeur de musée à Zwickau, en raison de ses sympathies avec des peintres haïs par les nazis, comme Beckmann. En 1933, Gurlitt organise une exposition Beckmann à Hambourg. Puis il continue à soutenir dans l'ombre l'artiste, par des expositions privées de ses œuvres en 1936, par exemple. Son appui est cité par Max Beckmann dans ses lettres. Pour autant, à la fin des années 1930 et au début des années 1940, Hildebrand Gurlitt semble être rentré dans le rang. Il participe même aux acquisitions d’œuvres pour le projet du régime nazi de Führermuseum à Linz. Sans doute dans ces années-là n'avait-il plus comme choix que de quitter l'Allemagne ou de collaborer avec les hommes à la tête du pays,.
Pour autant, parmi les tableaux trouvés à Munich dans l'appartement de Cornelius Gurlitt, figureraient des œuvres spoliées par les nazis en France en 1940 et 1941. Mais ce parcours ambigu et son activité indéniable de galeriste pour les peintres contemporains quelques années plus tôt peuvent en partie étayer les arguments de Cornelius Gurlitt. Toujours est-il que celui-ci s'oppose à la restitution de ces œuvres, « l'amour de sa vie », affirme cet homme vivant seul depuis la mort de sa mère,,.
En février 2014, plus de 200 autres tableaux de maître sont découverts dans la petite maison que Gurlitt possède à Salzbourg. Le 7 avril suivant, le quotidien Frankfurter Allgemeine Zeitung annonce un accord entre Cornelius Gurlitt et le gouvernement fédéral allemand : la recherche des œuvres pouvant avoir été pillées se poursuit en vue d'une restitution effective aux ayants droit, les œuvres saisies non mises en cause devant être rendues à Cornelius Gurlitt dans un délai d'un an. Le 6 mai 2014, Cornelius Gurlitt meurt à Munich des suites d'une lourde opération cardiaque ; il est inhumé au cimetière du Nord de Düsseldorf. Le lendemain, le musée des Beaux-Arts de Berne (Berne, Suisse) apprend qu'il est le légataire universel de Gurlitt. Le musée, embarrassé, accepte l'héritage pour les toiles ne provenant pas du pillage nazi.

## Restitution des œuvres d'art spoliées
Malgré les protestations de Gurlitt, des recherches ont prouvé que certains tableaux de sa « collection » avaient en fait été pillés à des collectionneurs juifs sous le régime nazi. Parmi les tableaux pillés figurait un Chagall, volé à Savely Blumstein par la Gestapo,, un tableau de Paul Signac de la famille française Dorville, un portrait de Matisse restitué aux héritiers du marchand d'art français Paul Rosenberg, Deux cavaliers sur une plage (1901), de Max Liebermann, restitué aux héritiers de l'industriel et collectionneur d'art juif allemand David Friedmann et vendu aux enchères en juin 2015, et Paire musicale de Carl Spitzweg, volée à Henri Hinrichsen, qui a été assassiné pendant l'Holocauste, et deux tableaux d'Otto Dix qui avaient été dans la collection d'Ismar Littmann, victime de l'Holocauste.

## Exposition
De novembre 2017 à mars 2018, le musée des Beaux-Arts de Berne et le Bundeskunsthalle de Bonn (Allemagne) accueillent les expositions des pièces maîtresses de la collection, soit près de 500 pièces, riche à l'origine de plus de 1 500 œuvres, mais dont l'histoire comporte bien des zones d'ombre,.

#### Ouvrages
- (de) Hans Ebert, « Die Verfemung und Verfolgung moderner Künstler und Kunstwerke durch das Naziregime », dans Die Neue Abteilung der Nationalgalerie im ehemaligen Kronprinzen-Palais : das Schicksal einer Sammlung, 1986
- Sean Rainbird, « La montée des périls », dans Beckmann, Editions du Centre Pompidou, 2002 (ISBN 2-84426-142-6), p. 31-42
- Dimitri Delmas (ill. Laureline Mattiussi), La Collection inavouable. De l’entre-deux-guerres aux spoliations du IIIe Reich, le périple d’un extraordinaire trésor artistique, Flammarion, 2023 (ISBN 978-2-08-151316-7)[29]

#### Articles de presse
(Classement chronologique.)
- (de) Ira Mazzoni, « Der Verwerter und sein Sohn », Süddeutsche Zeitung,‎ 3 novembre 2013 (lire en ligne)
- (en) Alison Smale, « Report of Nazi-Looted Trove Puts Art World in an Uproar », The New York Times,‎ 4 novembre 2013 (lire en ligne)
- Philippe Dagen, « 1 500 trésors pillés par les nazis retrouvés à Munich », Le Monde,‎ 4 novembre 2013 (lire en ligne)
- Aurélie Champagne, « Les mystères des 1 500 tableaux de Munich pillés par les nazis », Rue89, nouvelobs.com,‎ 4 novembre 2013 (lire en ligne)
- (de) Anna Kistner, « Münchner Sensationsfund: Die lange Jagd nach dem Bilderschatz », Der Spiegel,‎ 5 novembre 2013 (lire en ligne)
- Frédéric Lemaître, « Le destin des tableaux pillés par les nazis retrouvés à Munich », Le Monde,‎ 5 novembre 2013 (lire en ligne)
- Annette Lévy-Willard et Élizabeth Royer, « On savait que le père de Cornelius Gurlitt trafiquait », Libération,‎ 7 novembre 2013 (lire en ligne)
- (de) Rédaction Spiegel, « Phantom Collector: The Mystery of the Munich Nazi Art Trove », Der Spiegel,‎ 11 novembre 2013 (lire en ligne)
- David Le Bailly et Denis Trierweiler, « Le mystérieux Monsieur Gurlitt », Paris Match,‎ 12 novembre 2013 (lire en ligne)
- Frédéric Lemaître, « Tableaux pillés par les nazis : Cornelius Gurlitt se dévoile », Le Monde,‎ 17 novembre 2013 (lire en ligne)
- AFP, « Trésor nazi, Gurlitt décide de se battre pour ses toiles », Le Point,‎ 17 novembre 2013 (lire en ligne)
- Frédéric Therin, « Cornelius Gurlitt veut continuer de vivre au milieu de "ses" œuvres », Le Point,‎ 18 novembre 2013 (lire en ligne)
- (de) Heinrich Wefing, « Fluch des Schatzes », Die Zeit,‎ 21 novembre 2013 (lire en ligne)
- (de) Özlem Gezer, « Time Machine : Munich Art Collector Lives in the Past », Der Spiegel,‎ 21 novembre 2013 (lire en ligne)
- Guy Boyer, « Gurlitt et l'affaires des tableaux spoliés », Connaissance des arts,‎ 25 novembre 2013 (lire en ligne)
- Philippe Sprang, « Tableaux « nazis » : Gurlitt a fait de bonnes affaires en France », Rue89, nouvelobs.com,‎ 26 novembre 2013 (lire en ligne)
- (en) Staff TheEconomist, « In the shadow of the Holocaust », The Economist,‎ 30 novembre 2013 (lire en ligne)
- (en) Bernhard Schulz, « Comment: What next for the Gurlitt treasures? », The Art Newspaper,‎ 2 décembre 2013 (lire en ligne)
- (en) Greg Bradsher, « Records of the Office of the Chief of Counsel for the Prosecution of Axis Criminality Yields New Hildebrand Gurlitt Information », National Archives and Records Administration,‎ 3 décembre 2013 (lire en ligne)
- Vincent Noce, « Cornelius Gurlitt et son trésor de guerre », Libération,‎ 20 décembre 2013 (lire en ligne)
- (de) Rose-Maria Gropp, « Wende im Fall Gurlitt : Überraschende Lösung für Schwabinger Kunstfund », Frankfurter Allgemeine Zeitung,‎ 7 avril 2014 (lire en ligne)
- Frédéric Lemaître, « Cornelius Gurlitt, l’homme du « trésor nazi », est mort », Le Monde,‎ 6 mai 2014 (lire en ligne)
- AFP et Reuters, « Le Musée des beaux-arts de Berne légataire du « trésor nazi » de Cornelius Gurlitt », Le Monde,‎ 7 mai 2014 (lire en ligne)
- Vincent Noce, « Héritage Gurlitt, le grand embarras », Libération,‎ 24 novembre 2014 (lire en ligne)
- Denis Cosnard, « « La Collection inavouable », de Dimitri Delmas : les Gurlitt, receleurs du Reich », Le Monde,‎ 23 juin 2023 (lire en ligne )

#### Catalogue
- Gurlitt. Status report. Degenerate Art - Confiscated and Sold - Kunstmuseum Bern / Nazi Art Theft and its Consequences - Art and Exhibition Hall of the Federal Republic of Germany, Bonn, Hirmer/Kunstmuseum Bern/Bundeskunsthalle, 2017, 344 p.